# Sphingonaepiopsis minima
Sphingonaepiopsis minima är en fjärilsart som beskrevs av Butler 1876. Sphingonaepiopsis minima ingår i släktet Sphingonaepiopsis och familjen svärmare. Inga underarter finns listade i Catalogue of Life.